# Palpomorda paradoxa
Palpomorda paradoxa (sinónimo de Palmorda paradoxa) es una especie de coleóptero de la familia Mordellidae.

## Distribución geográfica
Habita en Guinea.